# Ertvågsøya
Ertvågsøya  est une île de la commune de Aure, du comté de Møre og Romsdal, dans la mer de Norvège.

## Description
L'île de 139,7 km2 est la plus grande des îles de la municipalité d'Aure, à environ 25 km au nord de Kristiansund. Les petites îles de Rottøya et Ruøya se trouvent à l'est de l'île et les îles de Solskjelsøya et Stabblandet se trouvent à l'ouest. Le détroit d'Arasvikfjord (en) en longe le côté sud de l'île et le Gjerdevika, un bras de l'Edøyfjorden (en) passe le long du côté nord de l'île. L'île est presque coupée en deux par le Foldfjorden, une baie étroite atteignant 7 kilomètres au sud dans la partie centrale de l'île.
L'île est reliée au continent par le Mjosund Bridge (en) et le Aursund Bridge (en).

## Galerie

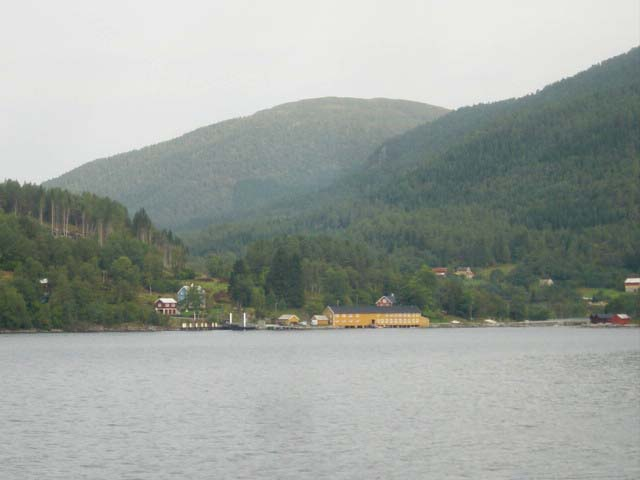
Arsvika, un village de l'île
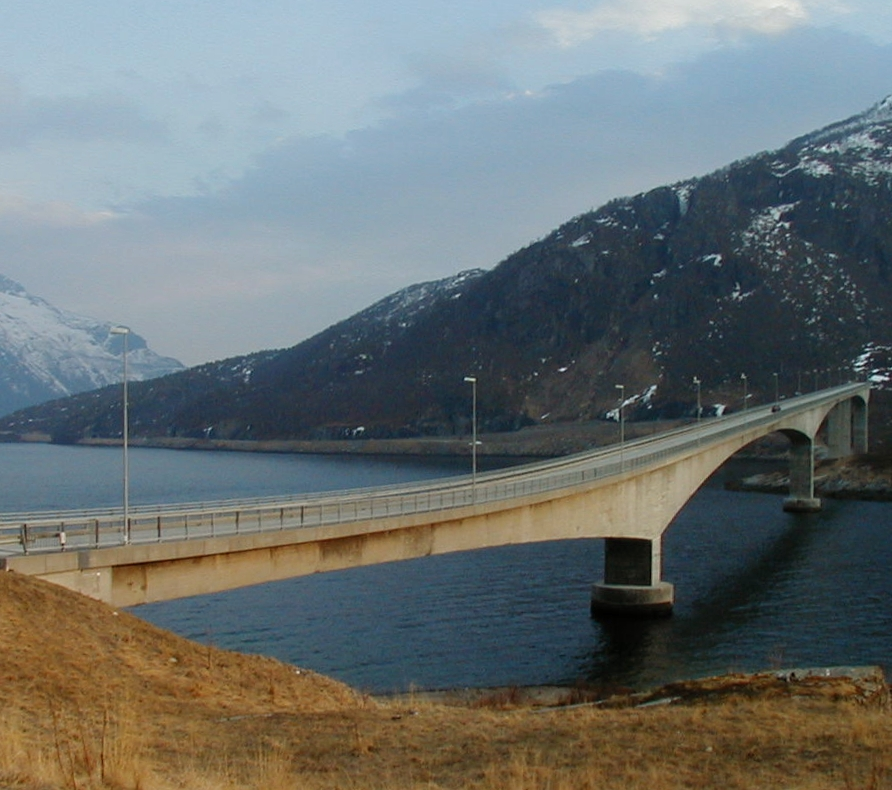
Pont de Mjøsund
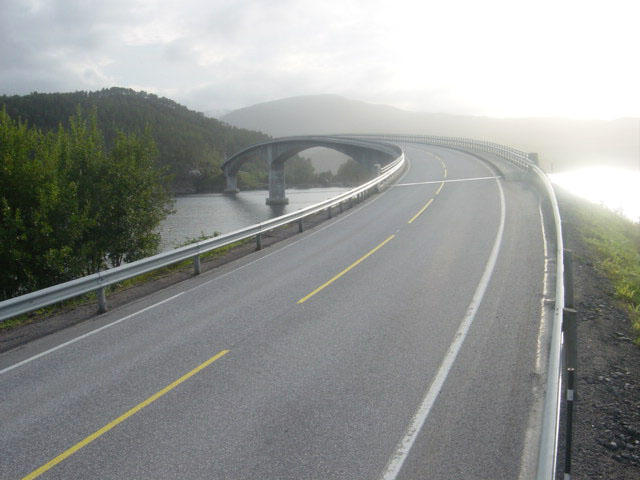
Pont d'Aursund